# Satisfied (canção)
"Satisfied" é uma canção composta e gravada pela cantora norte-americana de country Jewel, para o seu segundo álbum country "Sweet And Wild". A canção foi lançada como primeiro single oficial do álbum.

## Videoclipe
O videoclipe da canção foi lançado no dia 17 de maio de 2010. O clipe foi gravado no War Memorial Auditorium em Nashville, Tennessee.

## Paradas musicais
| Parada (2010)                                     | Melhor posição |
| ------------------------------------------------- | -------------- |
| Estados Unidos (U.S. Billboard Hot Country Songs) | 57             |

1. ↑  http://www.the9513.com/jewel-satisfied/
2. ↑  http://www.cmt.com/videos/jewel/517492/satisfied.jhtml#fbid=aWxa7MALDqu